# 森下えみこ
森下 えみこ（もりした えみこ）は、日本のイラストレーター。漫画家・エッセイスト。
静岡県出身。第四回コミックエッセイプチ大賞でデビュー。

## 経歴
第四回コミックエッセイプチ大賞でデビュー後、コミックエッセイのほか、書籍や広告、雑誌などのイラスト、マンガを手がけている。

## 単行本
- 独りでできるもん（2006年、メディアファクトリー）
- 独りでできるもん2（2007年、メディアファクトリー）
- 独りでできるもん3（2007年、メディアファクトリー）
- 女どうしだもの（2008年、メディアファクトリー）
- 女どうしだもの そろそろ2年め（2009年、メディアファクトリー）
- 女どうしだもの いよいよ3年め（2009年、メディアファクトリー）
- 本日も独りでできるもん（2010年、メディアファクトリー）
- あせるのはやめました。（2011年、メディアファクトリー）
- 今日も朝からたまご焼き（2013年、KADOKAWA／メディアファクトリー）